# Fòrum Judicial Independent
El Fòrum Judicial Independent (FJI) és una de les 5 associacions professionals de jutges d'Espanya. ja que els jutges espanyols tenen prohibit pertànyer a sindicats, les associacions professionals com el FJI han adoptat el paper tradicional de protegir els drets i les condicions laborals dels jutges. L'acte fundacional data de 18 de desembre de 2002 gràcies a l'impuls del Magistrat Agustín Azparren, vocal independent del CGPJ, tenint com a objectius específics representar no només als seus associats, sinó també als no associats en les reivindicacions estrictament laborals dels jutges, a més de perseguir com a objectiu la unificació en una associació única segons el model d'altres país (significativament, Itàlia), «evitant els plantejaments partidistes de les 2 associacions més fortes: l'APM (Associació Professional de la Magistratura) majoritària i identificada amb el PP, i JD (Jutges per la Democràcia), la del PSOE», postulat que diuen compartir amb l'Associació Francisco de Vitoria. La seva 1ª Assemblea General Ordinària es va celebrar el 30/05/2003 en Madrid. L'any 2006, el CGPJ va certificar que tenia 186 membres; actualment (2008) el FJI és la 4ª associació en nombre d'associats, integrant a uns 200. El 30 de gener de 2009 va convocar, juntament amb l'Associació Francisco de Vitoria, la 1ª vaga de jutges en la història d'Espanya.